# Spoorlijn Kúty – Trnava
De spoorlijn Kúty - Trnava (lijn nummer 116) is een geëlektrificeerde enkelsporige lijn met een lengte van 67,46 km. Ze is gelegen in het westen van Slowakije en verbindt de stad Trnava via Jablonica met de gemeente Kúty aan de Tsjechische grens. In Kúty is een vertakking naar lijn 110 (Bratislava - Břeclav) en in Trnava is een vertakking naar lijn 120 (Bratislava - Žilina). 
Het traject van de lijn is overwegend vlak tot licht hellend met uitzondering van het parcours doorheen de Kleine Karpaten. 
De maximumsnelheid is -behoudens enkele uitzonderingen- 80 km/u.

## Geschiedenis

### Aanleg
De spoorverbinding tussen Kúty en Trnava werd voor het eerst openbaar te berde gebracht door een inwoner van Senica, de Hongaarse politicus: Viliam Pauliny-Tóth (° Senica 3 juni 1826, † Martin 6 mei 1877). In zijn voorstel (anno 1871) voor de bouw van spoorwegen opperde hij een lijn die de volgende plaatsen met elkaar diende te verbinden: Šahy - Levice - Nitra - Hlohovec - Holíč en Hodonín. Aan zijn voorstel werd niet onmiddellijk gevolg gegeven.
Vele jaren later, aan het einde van de 19e eeuw, werd besloten om de lijn Nitra - Leopoldov - Trnava - Kúty - Břeclav (Tsjechië) aan te leggen.
Deze lijn werd verdeeld in 2 secties: 
- Lužianky - Leopoldov
- Trnava - Jablonica - Kúty.

Ze vormde een verbinding tussen de toeristische regio's Ponitrie en Považia, en de noordelijke particuliere spoorweg: Kaiser Ferdinands-Nordbahn (KFNB).
In die tijd werden onder meer de volgende parcoursen aangelegd:
- Trnava - Smolenice - 21,1 km: 14 december 1897
- Smolenice - Jablonica - 13,8 km: 11 juni 1898
- Jablonica - Kúty - 32,1 km: 14 december 1897
- Kúty - Grensovergang naar Tsjechië - 6,4 km: 8 september 1900
- Kúty: vertakking naar Jablonica - Brezová pod Bradlom - 11,7 km: 6 september 1899

Voor de lijn met een tracé door het vlakke en bergachtige terrein van de Kleine Karpaten dienden veel grondwerken te worden uitgevoerd. Het meest complexe deel van de bergpas tussen Smolenice en Jablonica werd door een 900 meter lange tunnel geleid.
In 1920 vroegen de inwoners van Senica een trajectwijziging van de lijn, teneinde de grote afstand tussen de gemeente en het station te verkorten. Het Ministerie van Spoorwegen van de toenmalige Eerste Tsjecho-Slowaakse Republiek gaf aan dit verzoek geen gevolg.

### Oorlogsschade
Tijdens de Tweede Wereldoorlog werd door het terugtrekkende Duitse leger aan de spoorweginfrastructuur schade toegebracht. Zowel het spoor als de tunnel dienden om die reden ingrijpend te worden hersteld. De lijn werd reeds in mei 1945 voor het verkeer terug opengesteld maar er werden herstellingen uitgevoerd tot 1947.

### Electrificatie

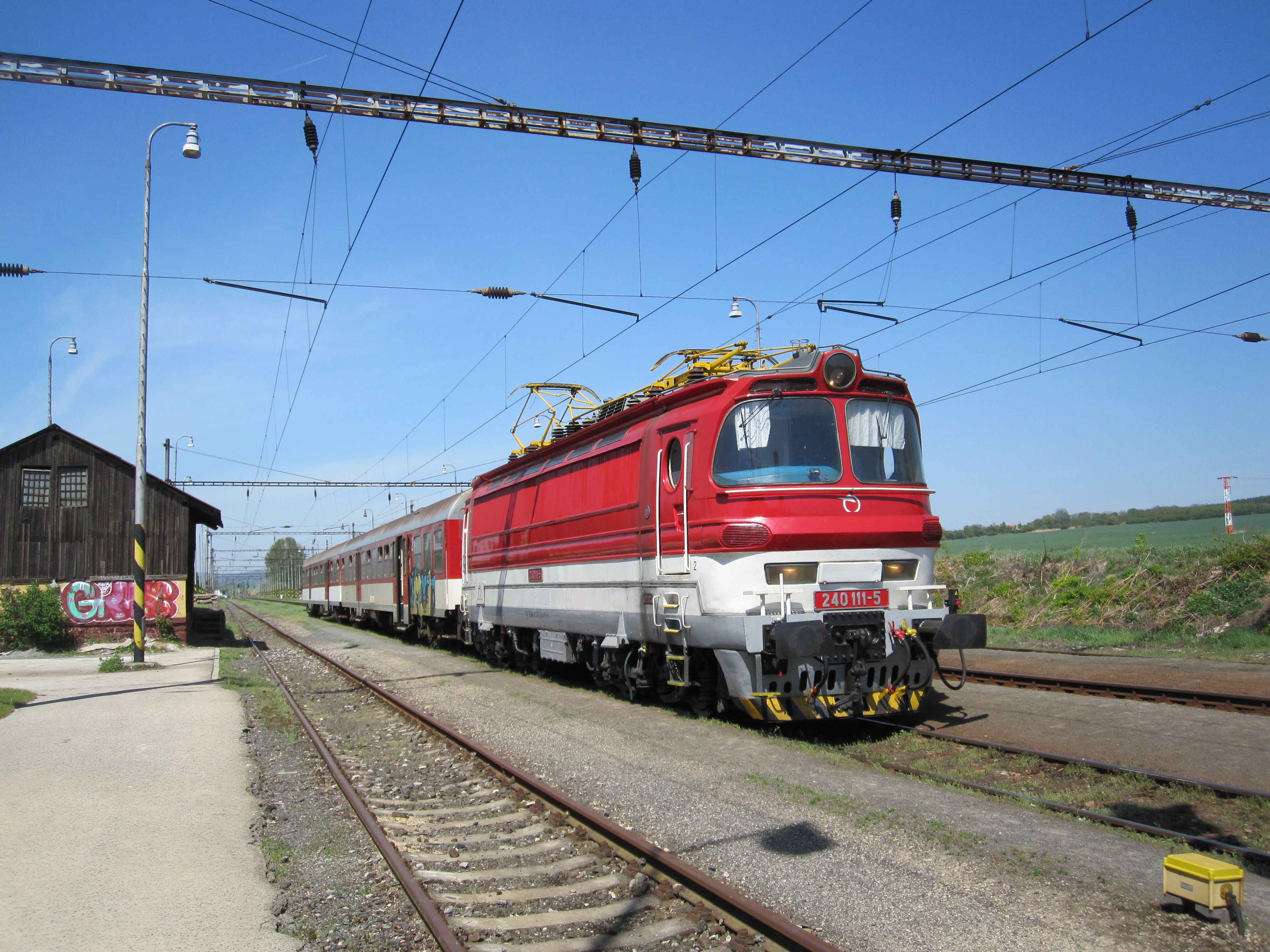
Trein met elektrische tractie in station Boleráz.

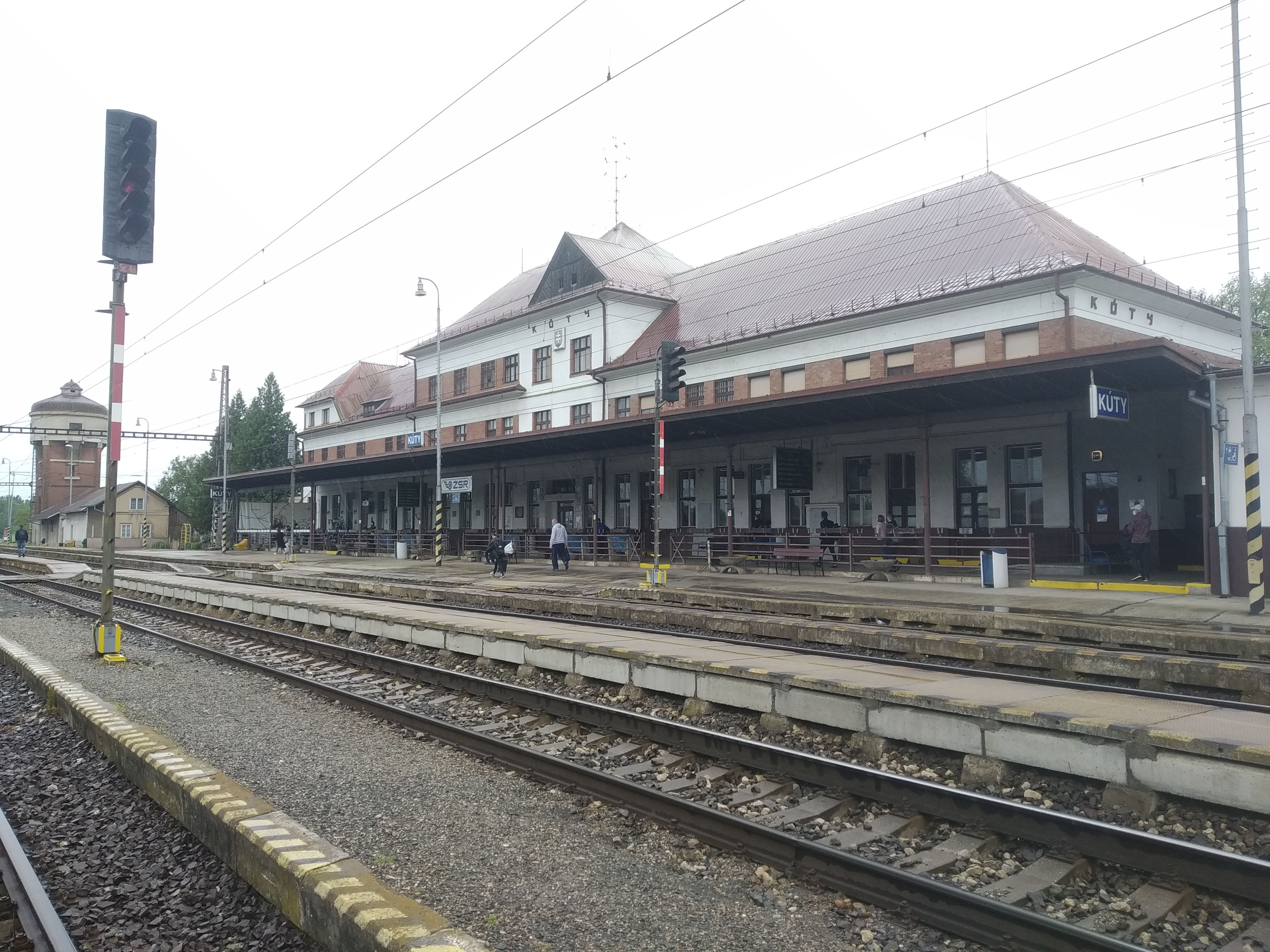
Station Kúty (2021).

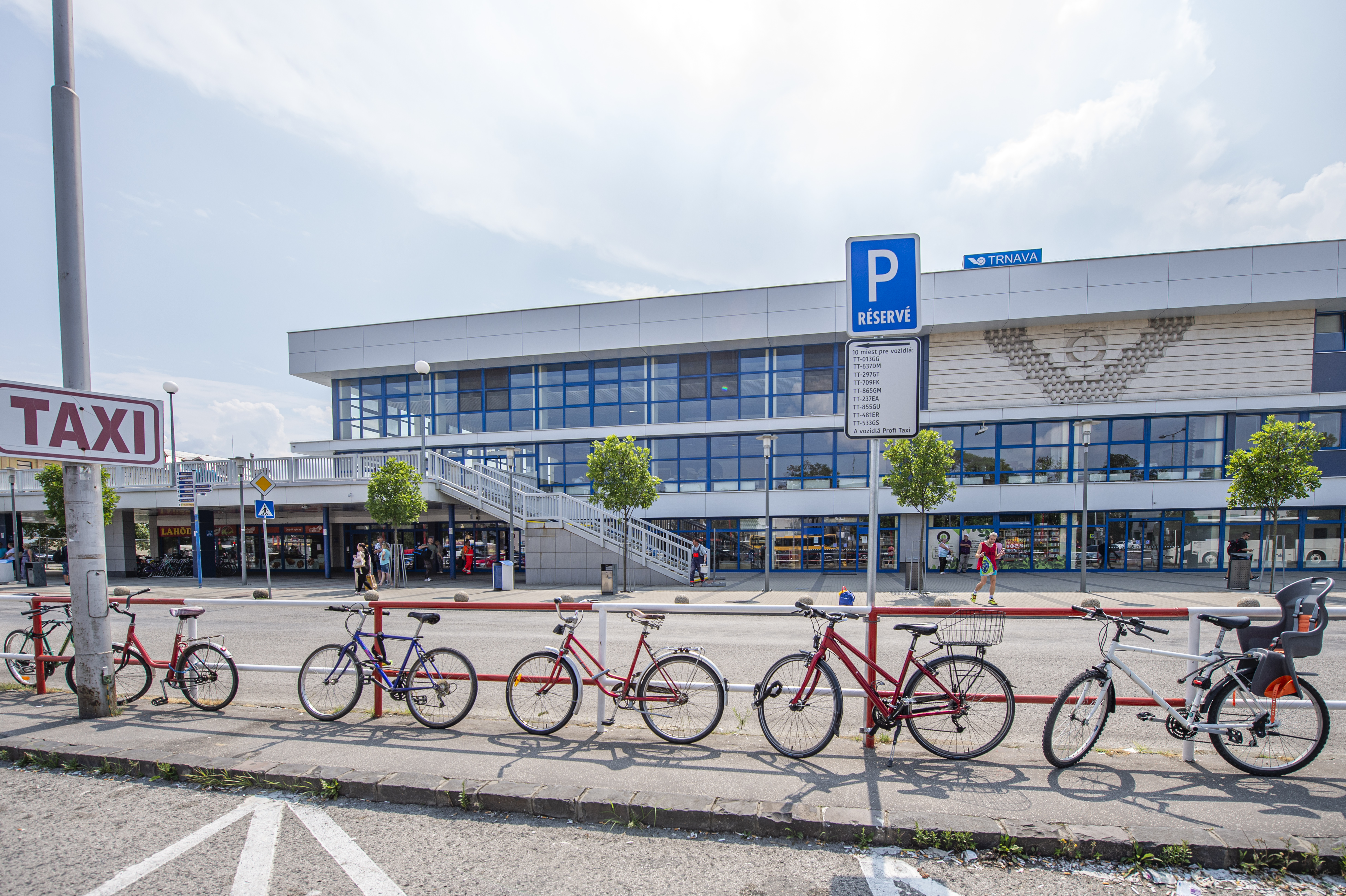
Station Trnava (2019).

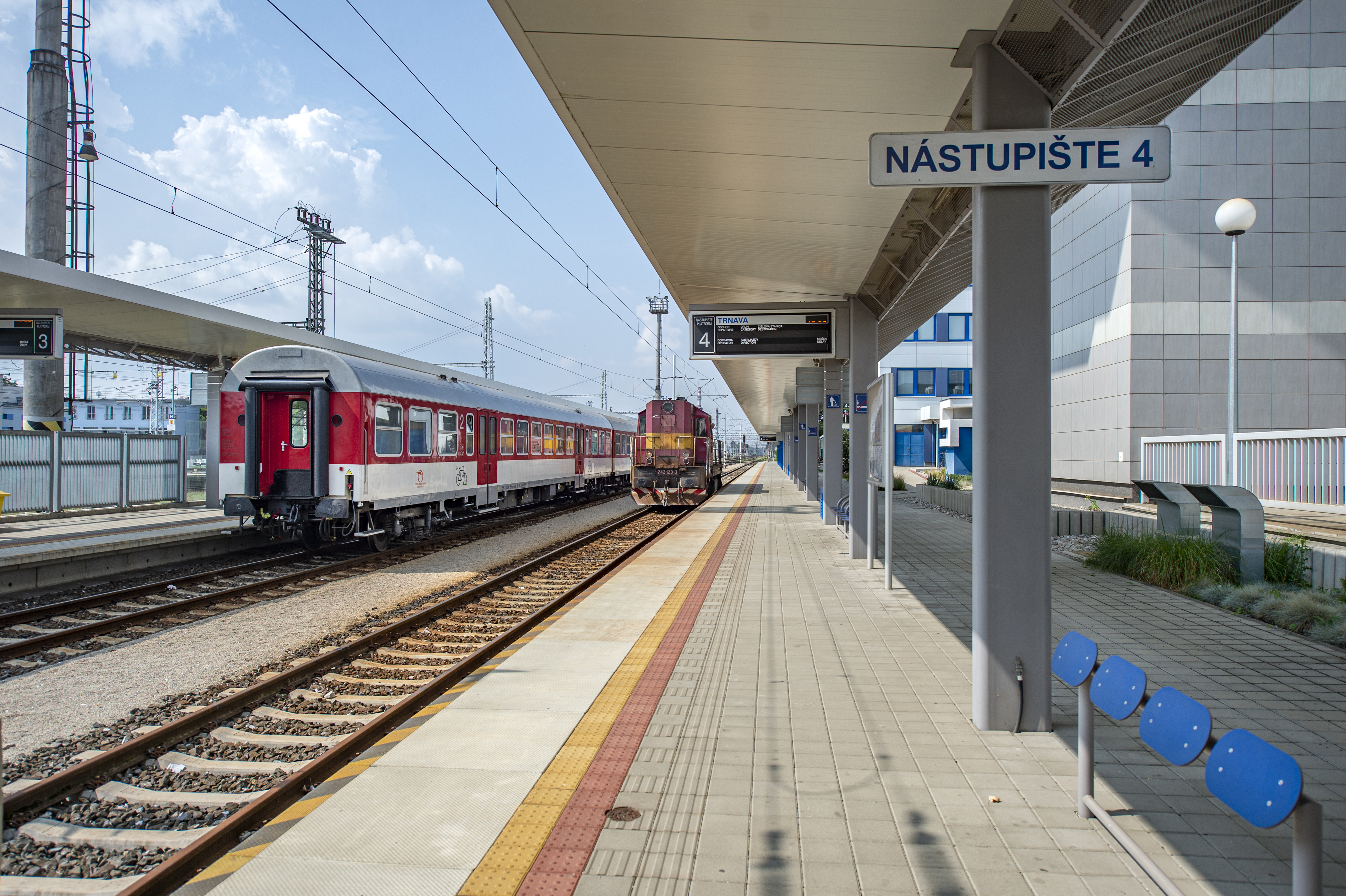
Station Trnava (2019).

De elektrificatie werd in twee fasen in dienst gesteld:
- sectie Kúty - Jablonica: 18 december 1980
- sectie Jablonica - Trnava: 21 mei 1982.

### Modernisering
Het station Senica werd gebouwd in 1897 en vernieuwd in de periode 1967-1968. In 2013 volgde een heraanleg van de perrons 1 en 2 en de sporen 1, 2 en 3. De werken maakten een barrièrevrije toegang tot de perrons mogelijk, voegde geleide-elementen voor blinden toe en vergrootten de lengte van de perrons. 
Ook werd een nieuw informatiesysteem voor het reizende publiek geïnstalleerd.

## Stations en stopplaatsen
- Kúty - Vertakking naar de lijnen:
  - 110 (Bratislava – Břeclav)
  - 114 (Kúty – Skalica – Sudoměřice)
- Kuklov
- Šaštín-Stráže
- Borský Mikuláš
- Šajdíkove Humence
- Senica
- Jablonica
- Cerová-Lieskové
- Buková
- Smolenice
- Bíňovce
- Boleráz
- Klčovany
- Šelpice
- Trnava predmestie
- Trnava - Vertakking naar de lijnen:
  - 120 (Bratislava – Žilina)
  - 133 (Trnava – Sereď)